# Xysticus acquiescens
Xysticus acquiescens är en spindelart som beskrevs av James Henry Emerton 1919. Xysticus acquiescens ingår i släktet Xysticus och familjen krabbspindlar. Inga underarter finns listade i Catalogue of Life.